# Pirmino de Reichenau
San Pirminius (en latín), Pirminio o Pirmino en español (* ca. 660-670; †ca. 753), fue un monje nómada perteneciente a la orden benedictina.  
Fue fuertemente influido por el cristianismo celta y también por la figura de San Amando de Maastricht. A Pirminius se le venera como  santo patrón del Palatinado, Alsacia, la isla de Reichenau (cuyo monasterio fundó) y la ciudad de Innsbruck.

## Biografía
Su lugar de nacimiento es desconocido. Los historiadores creen que pudo nacer en sitios tan diversos como Irlanda, París, el suroeste de la Galia o Aragón, pudiendo ser un hispano de origen visigodo exiliado a causa de la invasión islámica.
Perteneció a la orden de San Benito de Nursia y más tarde fue su seguidor el reformador San Benito de Aniano.
Fue fundador de diversos monasterios, lo que se considera su gran obra:
Se encuentra, hacia el año 718, en Amberes (entonces parte del reino de Austrasia), donde fue abad del monasterio de Quortolodora y, con sus discípulos, ministro de la iglesia del castillo Het Steen, posteriormente iglesia de Santa Walburga. [1] Después el conde Rohingus le invitó a que fuera a Thommen, cerca de Saint-Vith (Ardenas).
Se ganó el favor de Carlos Martel, que lo envió a reconstruir la abadía de Disentis en Suiza. En 724 fue nombrado abad de Mittelzell, en la isla de Reichenau, que poco antes había fundado.
- Posteriormente fundó otros monasterios entre la Selva Negra y los Vosgos, los cuales se encuentran en: Gengenbach, la Abadía de Murbach en la ciudad homónima, la abadía de Saints-Pierre-et-Paul en Wissembourg, Maursmünster, Amorbach y Neuweiler.
- El último monasterio fundado por él fue el de Hornbach, en el suroeste del Palatinado en la población de Südwestpfalz en el año 742.

Por razones políticas, fue desterrado a Alsacia. Murió el 753 en Hornbach, donde fue enterrado.
Su labor misionera se desarrolló sobre todo en Alsacia, la región septentrional del Rin y la del Danubio; allí predicó y convirtió a gran número de personas. Además de fundar monasterios,  reorganizó otros, como la abadía de Niederaltaich, que había fundado el conde Odilón I de Baviera.

## Obras
Uno de los libros de Pirminius fue especialmente influyente: Los Dicta Abbatis Pirminii, de singulis libris canonicis Scarapsus (= Excarpsus) o Dichos de Pirminius, conjunto de citas de las Sagradas Escrituras y escritos de los Padres de la Iglesia que recopiló para ser utilizados como un catecismo moral de fácil consulta para los predicadores, misioneros y párrocos que debían ilustrar sus sermones. Escrito entre 710-724, contiene el texto más antiguo conservado del Credo.

## Reconocimiento
El nombre de la ciudad de Pirmasens se deriva de este personaje.